# Седельников, Тимофей Иванович
Тимофей Иванович Седельников (2 февраля 1876, по другим данным 1871 год, село Спасское, Южный Урал (ныне в Саракта́шском райо́не Оренбургской области) — 26 мая 1930, Москва) — русский политический деятель, член Государственной думы Российской империи I созыва от Оренбургской губернии.

## Депутат Государственной думы Российской империи
Из семьи помственных казаков.Седельников был избран в состав I думы от казачества Оренбургской губернии, примкнул к Трудовой группе и стал одним из наиболее активных её членов. 
В справочных документах думы он охарактеризован «крайним левым».
С начала работы думы Седельников высказывал своё мнение по проблемам казачества Степного края и политической ситуации в стране. 
Он был против превращения казачества в замкнутую военизированную касту, искусственно отделённую от народа и используемую против него. Данная позиция вызвала протест казачьей верхушки, и решением схода казаков Верхне-Уральской станицы он был исключён из казачьего сословия.
29 марта 1906 года он оказался у народного дома Нобеля, где состоялось собрание для обсуждения программы действий думы. 
Вместо разрешённого количества участников — 800 человек — сошлись более 1500, и собрание было закрыто под предлогом их неблагонадёжности. 
Вместе с другими свидетелями события Седельников выразил протест против действий полиции и был избит полицейскими.
3 мая 1906 года Седельников, выступая в думе по поводу ответа на тронную речь, призвал думу «освободить казаков от этой невозможной военной дисциплины, от этого ужасающего бесчеловечного строя, который делает их врагами и русского народа, и самих себя». 
Обратив внимание на отсутствие депутатов от Кавказа, Киргизии и Сибири, он указал также на специфические интересы народов России и оценил действия правительства в Киргизской степи как ужасные, «потому что там правительство имело дело с чуждыми национальностями, которые оно хотело подвести под один знаменатель с остальными народностями России». 
Он призвал не забывать «об интересах обездоленной массы киргизского народа во имя интересов пришлого элемента в Сибири» и предложил прекратить изъятие земель у инородцев, а также сделать обсуждение земельного вопроса первоочередной задачей думы.
4 мая Седельников выступил по аграрному вопросу, он обрисовал землеотводные работы в Степном крае и подчеркнул, что введение военного положения в трёх областях края стало результатом политики, которая сделала безземельными миллионы казахов.
9 мая он выступил на 5-тысячном митинге в доме Паниной с речью, «полной нападок по адресу партии народной свободы», по словам видного кадета М. М. Винавера. 
Оратора заметил также и В. И. Ленин, по словам которого Седельников критиковал либералов «метко и картинно».
18 мая Седельников выступил при обсуждении законопроекта об отмене смертной казни. 
Отмечая, что дни думы сочтены, он предложил «позаботиться о нашем завещании — спешно и неотложно принять законопроекты, необходимые для народа в его дальнейшей борьбе за свободу, прежде всего закон о свободах, о гражданском равноправии, о всеобщем избирательном праве, а потом — сейчас же принять без дальнейших обсуждений закон об отмене смертной казни».
В мае 1906 года в числе 38 членов трудовой группы он подписал заявление об образовании комиссии для расследования преступлений, совершённых должностными лицами.
28 июня перед собравшимися в сквере на Бассейной улице более тысячью человек он пытался произнести речь, однако вызванный наряд конной полиции и взвод Беломорского полка разогнал толпу, причём Седельникову были нанесены удары прикладами, и он был задержан. 
Когда выяснили, что он является членом думы, его освободили, но отняли револьвер.

## После разгона думы
После разгона думы 180 её депутатов, в том числе Седельников, подписали 9 июля 1906 года в Выборге воззвание «Народу от народных представителей». После подписания Седельников, опасаясь ареста, выехал в Гельсингфорс.
8-9 июля Седельников принял участие в работе съезда Красной гвардии Финляндии, проходившего в Гельсингфорсе. 
10 июля во время гуляния в саду «Эсперин», где присутствовало несколько тысяч человек, они выступили с протестом против роспуска думы. 
12 июля Седельников вновь выступил на собрании Красной гвардии и рабочих, призывая их к вооружённому восстанию против правительства. 
18 июля он вошёл в состав русского ревкома, заседавшего в гостинице «Societe» в Гельсингфорсе, участвовал в проводившемся там же съезде кадетов. На судебное следствие по поводу Выборгского воззвания он не явился и был объявлен скрывающимся от суда.
Осенью 1906 года Седельников встретился с Лениным на даче «Ваза», их беседа касалась избирательной кампании во II думу.
В октябре 1906 года Седельников, считавший неверными решения I и II съездов Трудовой группы о признании принципа беспартийности, пытался основать в Петербурге Народно-трудовую партию. 
Осенью он вошёл в Петербургский комитет трудовиков.
21 июля 1907 года Седельников добровольно явился в полицию и был заключён под стражу. 
24 сентября был приговорён к трёхмесячному заключению, после чего выехал в Харьков.
В 1907—1911 годах он жил и работал землеустроителем в Саратовской, Симбирской и Пермской губерниях с паспортом на имя Егора Петровича Сухова, участвовал в деятельности местной организации эсеров. 
В жандармских управлениях он числился под именем частного землемера Сергея Тихоновича Атясова-Атяшева.
После февральской революции 1917 года вернулся в Оренбург, один из руководителей местной группы меньшевиков, стоявшей на платформе Плехановской группы «Единство». 
Выборный член войскового круга оренбургского казачьего войска, возглавлял «левое» крыло круга. По другим сведениям в апреле 1917 года избран делегатом 1-го революционного казачьего круга. 
Седельников был занят созданием «независимой внепартийной газеты свободного казачества», один из разработчиков положения о самоуправлении в Оренбургском казачьем войске, создает Казачью демократическую партию, организует Совет казачьих депутатов.
В декабре 1917 — январе 1918 года Седельников создает временный совет Оренбургского казачьего войска. 
Член казачьего отдела ВЦИК (с 5-го съезда Советов). 
Выступает с рядом резких антибольшевицких, примиренческих статей: «Левое самодержавие», «Грядущий развал большевизма», «Неизбежность реакции в России, её причины и последствия», «Слепые вожди». 
Арестован большевиками, одновременно исключен из казачьего сословия дутовцами. После освобождения уезжает в Москву.

## В Советское время
В декабре 1918 года Седельников стал большевиком и вновь встретился с Лениным. 
С 2 мая 1919 года — заместитель председателя Центральной комиссии продовольственного снабжения армии (Цекапродарм, межведомственный орган Наркомата Продовольствия и Наркомата по военным и морским делам под председательством Л. Красина). 
Затем по поручению Ленина работает в Башкирии, в 1919-20 годы — Уполномоченный ВЦИК в Башкирии, член Башревкома. 
В начале 1920 года — в Киргизском (Казахском) Ревкоме, по ходатайству Ахмета Байтурсынова и Михаила Фрунзе. 
В октябре 1920 года представитель РСФСР в Эстонии. 
В октябре 1921 года утвержден членом коллегии Наркомата Земледелия РСФСР. 
В это же время приступает к работе в Наркомате рабоче-крестьянской инспекции.
Как работник центрального аппарата Седельников шефствовал над парт-ячейкой Рублевской водонапорной станции. 
Там у него не сложились отношения главным инженером Московского водопровода Владимиром Васильевичем Ольденборгером (1863—1921). 
Особо они обострились после того, как весной 1921 года на выборах депутатов в Моссовет рабочие станции из двух кандидатов, Седельникова и Ольденборгера, предпочли не партийца, а инженера. 
Главного инженера исключили из коллегии по управлению водопроводом. 
Седельников опубликовал статью, направленную против Ольденборгера, в «Экономической жизни». 
Была создана комиссия по проверке работы Московского водопровода, но она нашла состояние водопровода удовлетворительным. 
Вслед за этим Седельников пишет донос в ВЧК о «наличии на водопроводе, в сердце Красной Москвы, контрреволюционной организации». 
По совпадению одновременно власти не пропустили заказ на заграничные котлы, и пожилой инженер покончил с собой.
В феврале 1922 года, по указанию опять же Ленина прошел показательный процесс в Верховном трибунале под председательством Крыленко. 
Члены партячейки, участвовавшие в травле Ольденборгера, приговорены к общественному порицанию. Седельников — к 2 годам тюрьмы, но неизвестно отсидел ли он их, или этот срок был условным.
В 1926 году Седельников по поручению Рабкрина изучает, как обстоят дела с рационализаторством и изобретательством в стране. 
В 1929 г. он публикует на эту тему книгу «Пути советского изобретательства». Седельников постоянно сотрудничает с газетой «Труд», где публикует многочисленные статьи на ту же тему. Им разработан новый закон об изобретательстве.
26 мая 1930 года по дороге на заседание комиссии СНК СССР Т. И. Седельников скончался в машине от разрыва сердца.